# BigRep
Die BigRep SE ist ein deutsches Unternehmen aus dem Bereich der additiven Fertigung. Nach eigenen Angaben ist das Unternehmen in über 40 Ländern und verschiedenen Industriezweigen wie dem Automobilbau oder der Luftfahrt aktiv. Seit Juli 2024 ist die BigRep SE an der Frankfurter Wertpapierbörse gelistet.

## Geschichte

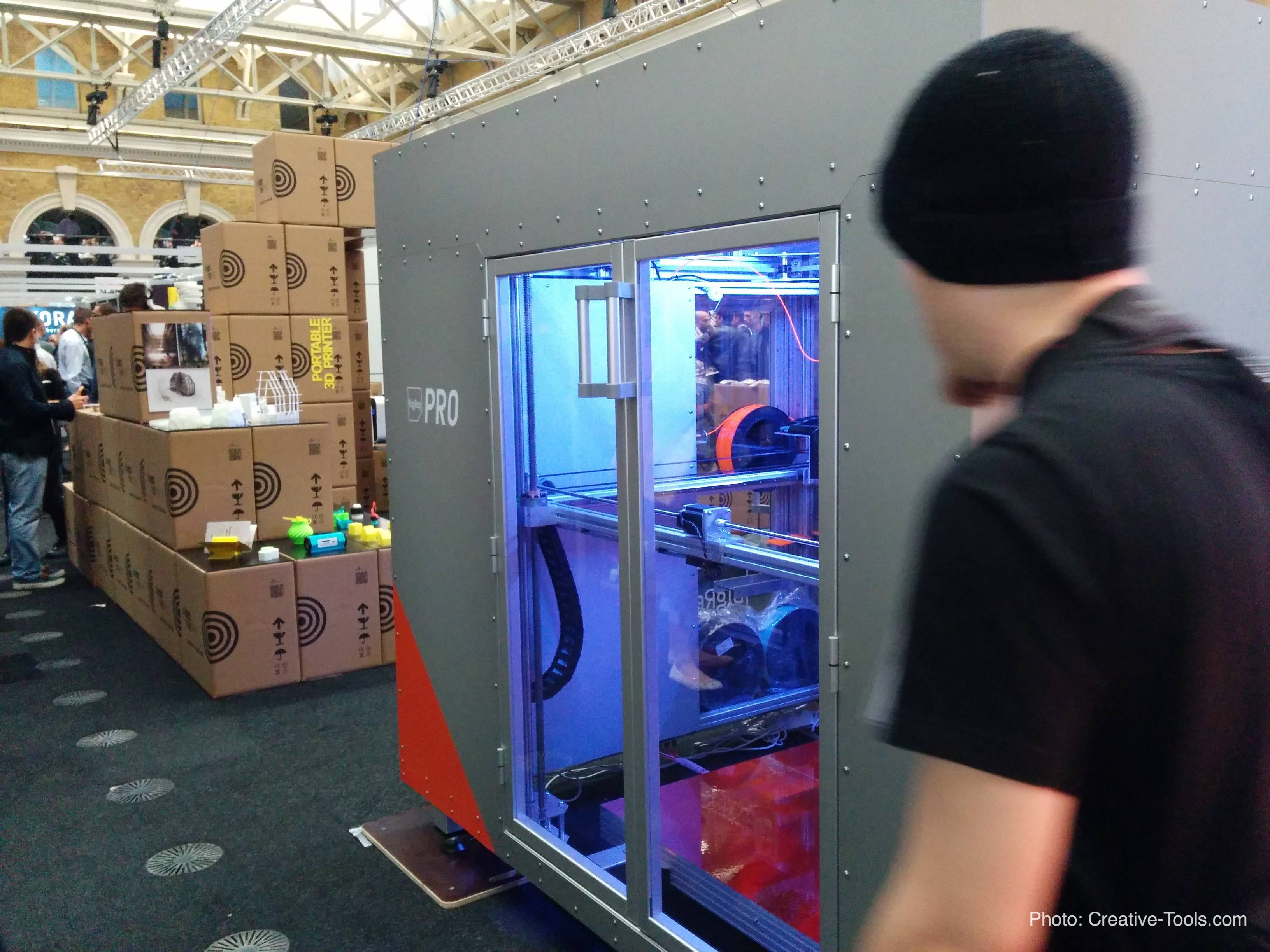
Modell „PRO“ (2014)

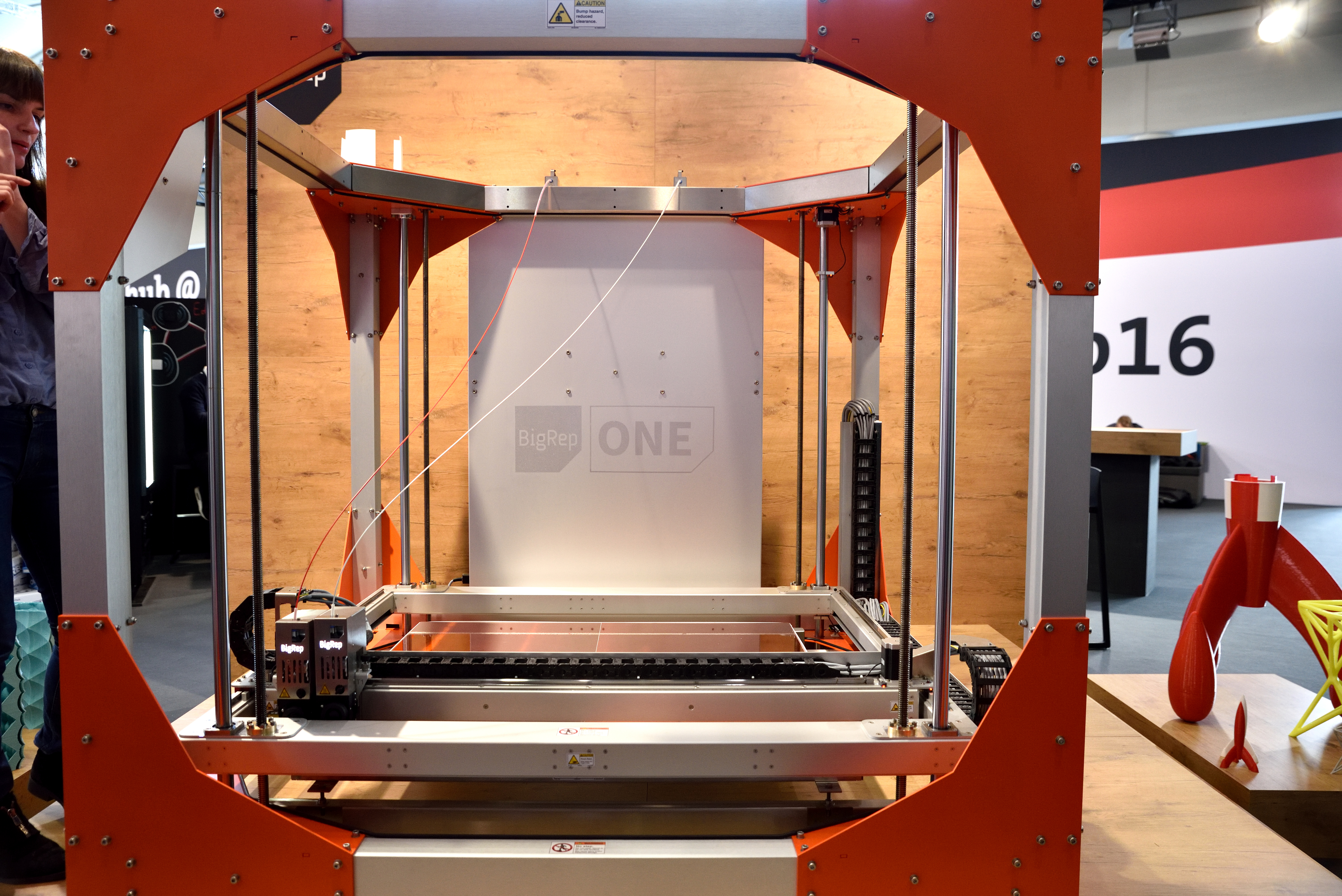
Modell „ONE“ - 3D-Drucker der BigRep SE.

Bereits im Jahr 2014 wurde BigRep von Lukas Oehmigen und Marcel Tasler in Berlin gegründet. Oehmigen, ursprünglich Künstler, entwickelte den großformatigen 3D-Drucker zunächst, um eigene Skulpturen in Originalgröße fertigen zu können. Gemeinsam mit Tasler legte er den Grundstein für das Unternehmen. 
Im weiteren Verlauf kam René Gurka als Geschäftsführer (CEO) und Mitgesellschafter hinzu, der das Unternehmen wesentlich mitprägte und international etablierte.
Während in späteren Quellen häufig René Gurka als Mitgründer genannt wird, gehen Idee und technisches Konzept maßgeblich auf Oehmigen zurück.
Bereits im Jahr 2016 erfolgte die erste Übernahme des Material- und Designforschungsunternehmens NOWlab. Zeitgleich erweiterte BigRep das Leistungsangebot um das Feld der Innovationsberatung.
Im Jahr 2017 erfolgten Investitionen von namhaften Unternehmen wie Klöckner & Co, Körber Group und BASF. Im Zuge dieser strategischen Investitionen wurden auch mehrere Partnerschaften und Entwicklungsprojekte geschlossen, so z. B. mit BASF, Etihad Airways und Bosch. Außerdem gewann das Unternehmen 2018 den „German Innovation Award“.
In den Folgejahren erfolgte eine weitere Internationalisierung des Geschäfts sowie die Entwicklung neuer Produkte. Im November übernahm das Unternehmen den österreichischen Wettbewerber HAGE3D.
2019 und 2021 führte BigRep zwei Finanzierungsrunden per Crowdinvesting über Companisto durch.

## Börsengang
Am 31. Juli 2024 erfolgte der Börsengang der BigRep GmbH per SPAC an der Frankfurter Wertpapierbörse. Der erste Handelskurs taxierte auf 11,20 EUR, womit sich die Bewertung des Unternehmens auf rd. 163 Mio. EUR belief. Das ehemalige Börsenunternehmen bzw. SPAC hieß SMG Technology Acceleration SE und war eine Unternehmenshülle der SMG Holding, die sich auf Börsengänge europäischer Mittelständler fokussiert.

## Kritik
Im Juni 2025 berichtete das Fachmagazin Maschinenmarkt, dass die BigRep SE ein gerichtliches Sanierungsverfahren abgeschlossen und eine Kapitalerhöhung über 3,2 Millionen Euro durchgeführt habe, um ihre finanzielle Stabilität zu sichern.